# IF Vindhemspojkarna Uppsala
IF Vindhemspojkarna Uppsala, tidigare IF Vindhemspojkarna, bildad 7 januari 1963, är en fotbollsklubb hemmahörande i Luthagen i västra Uppsala. Föreningen startades som en del av Uppsala domkyrkoförsamlings ungdomsarbete i Vindhemskyrkan S:ta Birgitta och på initiativ av ungdomsledaren där Kjell Nilsson, som senare blev prost i Häverö. Det var ursprungligen en rinkbandyklubb och man tävlade från början i liten skala mot liknande klubbar i andra församlingsdistrikt. Genom åren har VP bedrivit ett flertal andra idrotter, numera är föreningen dock en renodlad fotbollsförening.

## Fotboll
Fotbollen introducerades i Vindhemspojkarna 1965. Föreningen har spelat två säsonger i division II, säsongerna 2000 och 2001. Laget hade en stjärna av stora mått, Olle Kullinger. Denne målgörare av rang avancerade till spel i Superettan med Enköpings SK och Allsvenskan med Halmstads BK. Han avslutade sin karriär i IK Sirius i Superettan. Under vistelsen i Division II utkämpades för första gången på många år derbyn på högre nivå i Uppsala. För VP:s motstånd svarade rivalen IK Sirius. VP:s klubbdress är orange tröjor, blå byxor och blå strumpor, under säsongerna i division II användes dock orangeblårandiga tröjor. Under den tiden använde laget Studenternas IP som hemmaarena men numera är Ekeby hemvist där de flesta av klubbens hemmamatcher spelas på Ekebydalens konstgräs i västra Uppsala. En lovande debut i division II följdes av en särklassig jumboplats under andra säsongen. Laget föll sedan ända ner till division V i seriesystemet men återfanns säsongen 2016 i division III östra Svealand med bland andra lokalkonkurrenten Upsala IF.
Vindhemspojkarnas ungdomsverksamhet är mycket omfattande, för såväl tjejer som killar i alla åldrar. De första ungdomslagen startades 1970. Ungdomarna har sin hemmaplan i Ekebydalen i västra Uppsala. Där driver spelare och dess föräldrar även kioskverksamhet. Årgången pojkar födda 1993 vann distriktsmästerskapet i Uppland år 2008 efter att ha vunnit en mycket jämn final mot Vaksala SK. Säsongen därefter presterade även laget bra med en topplacering i division 1 i Uppland för pojkar 16 år. Laget leddes av Mats Benker. 2011 vanns DM Pojkar 16 av klubbens spelare födda 1995. I finalen besegrades IFK Uppsala med 1-0. År 2019 var de tillbaka i distriktsmästerskapet i Upplands final. Då var det de som var födda 2003 och var 16 år.
Säsongen 2016 spelade VP:s herrlag i division III Östra Svealand, reservlaget i division VI Södra Uppland och damlaget i division IV.

## Bandy
IF Vindhemspojkarna startades som en bandyklubb i Luthagen. Föreningen var senare en fortsättning på ett bandylag som redan spelat några säsonger i korpserien. Klubbens första match slutade med förlust 0-15 mot Vide. Under 1990-talet etablerade sig klubben som ett topplag i division 1 (då näst högsta serien) och utmanade på allvar Sirius om epitetet "bäst i stan".
VP kvalificerade sig säsongen 2003/2004 för spel i Allsvenskan säsongen 2004/2005, men tvingades i augusti 2004 dra sig ur redan före seriestarten då man inte kunde få ihop ett fullt lag. Föreningen ersattes av Fagerstaklubben Västanfors IF i Allsvenskan. Besvikelsen på grund av de många spelaravhoppen var stor bland ledarna inom föreningen, vilket fick till följd att A-lagsverksamheten lades ned, vilket meddelades i slutet av augusti 2004. Efter att i många år ha tillhört det absoluta toppskiktet i division 1, och efter många heta bataljer mot lokalrivalen IK Sirius, var den orangeblå sagan slut. Ungdomsverksamheten slogs ihop med Danmarks IF som VP/Danmark men är nu nedlagd.

## Landhockey
År 1986 startade VP en landhockeysektion för kvinnor. Denna sektion hemförde föreningens, hitintills, enda svenska mästerskap då de blev svenska mästarinnor såväl 1988 som 1989 och kvalificerade sig för Europacupspel.

## Övriga idrotter
Klubben bedrev innebandy under ett par år på 2000-talet och har även bedrivit bowling och biljard.